# 베르누이 시행
베르누이 시행(Bernoulli trial 또는 binomial trial)은 확률론과 통계학에서 임의의 결과가 '성공' 또는 '실패'의 두 가지 중 하나인 실험을 뜻한다. 다시 말해 '예' 또는 '아니오' 중 하나의 결과를 낳는 실험을 말한다.
예를 들면, 하나의 시행은 다음과 같은 질문에 답할 수 있는 실험이다.
- 동전이 앞면이 위를 향하고 있는가?
- 새로 태어난 아기가 여자인가?
- 사람의 눈이 녹색인가?
- 모기가 해당영역에 살충제가 뿌려진 후 죽었는가?
- 소비자가 물건을 구입하였는가?
- 시민이 어느 특정 후보에게 투표하였는가?

그렇기 때문에 반드시 '성공'과 '실패'가 아니라 하여도, 가능한 결과가 두 가지라면 되는 것이다. 그리고 이 두 가지의 결과는 같은 확률을 지니고 있지 않아도 된다. 예를 들면 다음과 같다.
- 동전 던지기. 동전의 앞면은 '성공', 그리고 뒷면은 '실패'라고 정의할 수 있다. 공정한 동전이라면 각각의 결과는 0.5의 확률을 지니고 있다.
- 주사위 던지기. 예를 들면 6이 나오면 '성공', 그 외의 결과는 모두 '실패'라고 정의하는 것이 가능하다. 공정한 주사위일 경우, 성공은 1/6의 확률로, 실패는 5/6의 확률로 나오게 된다.

수학에서는 흔히 이러한 시행을 0과 1의 확률 변수를 사용한 모형으로 나타낸다. 보통 0은 '실패', 1은 '성공'을 나타낸다. 이런 경우, p가 성공의 확률이라고 했을 때, 베르누이 시행의 기댓값과 표준편차는 다음과 같다.
{\displaystyle p}, {\displaystyle {\sqrt {p(1-p)}}.\,}
베르누이 과정은 동전을 10번 던지는 것과 같이 똑같은 베르누이 시행을 반복하는 것을 뜻한다.

## 베르누이 시행의 조건
- 각 시행의 결과는 상호 배타적인 두 사건으로 구분된다. 즉, 성공(S) 혹은 실패(F)
- 각 시행에서 성공의 결과가 나타날 확률은 p=P(S)로 나타내며, 실패가 나타날 확률을 q=P(F)=1-p로 나타낸다. 그리고 p+q=1이 된다.
- 각 시행은 독립적이다. 즉, 한 시행의 결과는 다음 시행의 결과에 영향을 주지 않는다.[1]

## 참고 문헌
1. ↑  김석우, 《기초통계학》, 학지사, 2007, p.143-144

## 같이 보기
- 야코프 베르누이
- 베르누이 과정